# Shari Rhodes
Shari Rhodes (14 juillet 1938 - 20 décembre 2009) est une productrice et une directrice de casting américaine. 

## Biographie
Shari Rhodes commence sa carrière durant les années 1970, en travaillant sur des blockbusters tels que Les Dents de la mer ou encore Rencontres du troisième type. Habitant le Nouveau-Mexique, elle a aidé dans la formation de castings pour des séries populaires comme Breaking Bad, où elle fera par exemple son apparition dans un épisode, ou encore US Marshals : Protection de témoins.
Elle meurt le 20 décembre 2009, d'un cancer du sein. Le troisième épisode de la saison 3 de Breaking Bad lui a notamment été dédié.

## Filmographie

### Producteur exécutif
- 1999 : Man on the Moon

### Directrice de casting
- 1975 : Les Dents de la mer (Jaws)
- 1977 : Rencontres du troisième type (Close Encounters of the Third Kind)
- 1981 : L'Homme dans l'ombre (Raggedy Man)
- 1988 : Mississippi Burning
- 1990 : Bienvenue au Paradis (Come See the Paradise)
- 2007 : There Will Be Blood

### Créditée au générique (Rôle à préciser)
- 1983 : Tendre bonheur (Tender Mercies)
- 1993 : The Sandlot
- 2004 : Once Upon a Time in the Hood
- 2006 : Even Money - L'enfer du jeu